# Paragunnellichthys seychellensis
Paragunnellichthys seychellensis är en fiskart som beskrevs av Dawson, 1967. Paragunnellichthys seychellensis ingår i släktet Paragunnellichthys och familjen Microdesmidae. Inga underarter finns listade i Catalogue of Life.